# Декада
Дека́да (від грец. δεκάς (δεκάδος) — десяток
1. Позасистемна одиниця частотного інтервалу, позначається дек. Дорівнює інтервалу між двома частотами (f2 і f1), десятковий логарифм відношення яких LG(f2/f1) = 1, що відповідає відношенню f2/f1 = 10.
2. Період часу тривалістю десять днів. У давніх греків був десятиденний тиждень. У календарі Великої французької революції семиденний тиждень був замінений декадою, але це нововведення не прижилося.
3. Група з будь-яких десяти одиниць (в давнину — при рахунку солдатів і т п.).
4. Проміжок часу тривалістю десять днів, спеціально присвячений якомусь явищу або громадській події. (цитата: У 1936 році відбувалась у Москві декада українського мистецтва, та декада, що поклала початок цілій серії декад національних мистецтв. (Максим Рильський, III, 1956, 358))
5. Проміжок часу тривалістю десять років, спеціально присвячений якомусь явищу або громадській події. (запозичення з англійського decade)